# John Lithgow
John Arthur Lithgow [ˈʤɔn ˈlɪθɡaʊ], född 19 oktober 1945 i Rochester, New York, är en amerikansk skådespelare, musiker, poet, författare och sångare.
Lithgow har gjort så vitt skilda roller som förhärdad brottsling i Sylvester Stallone-filmen Cliffhanger och som transsexuell i Garp och hans värld (1982). Han har även uppmärksammats för en av huvudrollerna i komediserien Tredje klotet från solen. Där han spelar Dick Solomon, befälhavaren för en grupp utomjordingar som förklätt sig till människor och försöker lista ut hur man ska uppföra sig här på jorden. Lithgow har dessutom  spelat rollen som Barney Stinsons far i komediserien How I Met Your Mother. Han har också gjort röstroller för såväl filmer som TV-serier, däribland som lord Farquaad i Shrek.

## Filmografi i urval
- 1982 – Garp och hans värld
- 1983 – Ömhetsbevis
- 1983 – Dagen efter (TV-film)
- 1983 – Twilight Zone - på gränsen till det okända
- 1984 – 2010
- 1984 – Footloose
- 1985 – Jultomten
- 1986 – The Manhattan Project
- 1986 – Amazing Stories, avsnitt "The Doll" (gästroll i TV-serie)
- 1987 – Bigfoot och Hendersons
- 1990 – Memphis Belle
- 1991 – Ricochet
- 1992 – Cains många ansikten
- 1993 – Cliffhanger
- 1993 – The Wrong Man
- 1993 – Pelikanfallet
- 1998 – A Civil Action
- 1996–2001 – Tredje klotet från solen (TV-serie)
- 2000 – Don Quijote (TV-film)
- 2001 – Shrek (röst som lord Farquaad)
- 2002 – Orange County
- 2004 – The Life and Death of Peter Sellers
- 2004 – Kinsey
- 2006 – Dreamgirls
- 2006–2008 – Twenty Good Years (TV-serie) (återkommande gästroll)
- 2009 – Dexter (TV-serie)
- 2010 – Skottår
- 2011 – Apornas planet: (r)evolution
- 2011 – New Year's Eve
- 2011–2014 – How I Met Your Mother (TV-serie) (återkommande gästroll)
- 2012 – This Is 40
- 2012 – Rivalerna
- 2014 – The Homesman
- 2014 – Interstellar
- 2016 – The Crown (TV-serie)
- 2019 – Jurtjyrkogården
- 2020 – Perry Mason (TV-serie)
- 2024 – Konklaven
- 2027 – Harry Potter (TV-serie)